# صفط زريق
قرية صفط زريق هي إحدى القرى التابعة لمركز ديرب نجم في محافظة الشرقية في جمهورية مصر العربية. حسب إحصاءات سنة 2006، بلغ إجمالي السكان في صفط زريق 14428 نسمة، منهم 7206 رجل و7222 امرأة.

## التاريخ
ذكرها علي مبارك في كتابه الخطط التوفيقية باسم "سفط زريق"، حيث ذكر أنها قرية في مديرية الدقهلية بقسم منية غمر، وأن بها جامع ومهنة أهلها الزراعة.